# Élections américaines de la Chambre des représentants de 2008

Représentant démocrate réélu.
Représentant démocrate élu.
Représentant républicain réélu.
Représentant républicain élu.

Les élections législatives américaines de 2008, qui ont eu lieu le 4 novembre, ont élu les membres de la Chambre des représentants du 111e congrès des États-Unis, qui siège du 3 janvier 2009 au 3 janvier 2011. L'ensemble des 435 sièges ayant le droit de vote, ainsi que les six sièges ne l'ayant pas, sont renouvelés.
Le Parti démocrate, qui avait remporté la majorité des sièges lors des élections de 2006, a accru sa majorité lors de ces élections. Le Parti républicain, qui espérait regagner la majorité ou au moins augmenter sa représentation, a au contraire perdu de nouveaux sièges. À l'exception du 2e district de la Louisiane, les seuls sièges à passer des démocrates aux républicains sont des sièges ayant été républicains avant les élections de 2006. Les républicains ont gagné cinq sièges sur les démocrates, mais en ont dans le même temps perdu 26, soit un gain net de 21 sièges pour les démocrates. La participation a augmenté par rapport au scrutin précédent du fait de l'élection présidentielle, puisque cette élection, ainsi que les élections sénatoriales et les élections des gouverneurs, se déroulent le même jour.

## Cadre institutionnel et mode de scrutin
Un nombre de sièges est attribué à chaque État en fonction de sa population, telle qu’elle est établie par le recensement décennal. Un État doit cependant avoir au moins un représentant. Le nombre total de sièges est de 435, et ce depuis 1963. À ces 435 membres ayant le droit de vote, il faut ajouter cinq membres sans droit de vote représentant le district de Colombia, les Samoa américaines, Guam, les Îles Mariannes du Nord et les Îles Vierges des États-Unis. Enfin, Porto Rico élit un ‘’Resident Commissionner’’, ne possédant pas non plus le droit de vote.
Les États sont divisés en autant de circonscriptions qu’ils ont de sièges, chaque circonscription élisant donc un représentant. Les États révisent généralement leur découpage électoral après chaque recensement décennal, puisque ce découpage doit refléter approximativement la répartition de la population.
Pour être éligible au poste de représentant, un individu doit avoir au moins 25 ans, être citoyen américain depuis au moins 7 ans et être un habitant de l’État (mais pas forcément de la circonscription) qu’il souhaite représenter.
Les élections législatives se déroulent tous les deux ans, les années paires, en novembre. Depuis 1967, le scrutin proportionnel est interdit et le mode de scrutin le plus utilisé est le scrutin uninominal à un tour. Seuls les États de Louisiane et de Washington utilisent des systèmes proches d’un scrutin uninominal à deux tours. Les sièges qui deviennent vacants durant une législature sont renouvelés grâce à des élections partielles, sauf si la vacance intervient à une date trop proche des prochaines élections.
Le mandat des représentants est de 2 ans, de même que celui des membres sans droit de vote. Seul le ‘’Resident Commissioner’’ de Porto Rico est élu pour un mandat de 4 ans.

## Élections partielles en 2008
En 2008, 8 élections partielles pour la Chambre des représentants ont eu lieu. Lors de ces élections, les Démocrates ont gagné trois sièges et en ont conservé quatre. Les Républicains n'ont conservé qu'un seul de leurs quatre sièges.

## Composition de la Chambre sortante
À la fin du 110e Congrès des États-Unis, la Chambre des représentants était composé de 235 Démocrates, 199 Républicains et un siège vacant.

## Prédictions
Peu après les élections de 2006, Scott Elliott du site Internet ElectionProjection.com déclara que la majorité démocrate serait dure à battre, dans la mesure où le Parti républicain pouvait au mieux récupérer 14 sièges, les plaçant alors à deux sièges de la majorité.
Le 8 avril 2008, l'analyste Stuart Rothenberg du Rothenberg Political Report (qui se classe comme non-partisan) affirma que la bataille électorale à venir serait "une bataille à sens unique, avec des Démocrates cherchant la majorité des gains". Il désigna une douzaine de sièges (sur 435 au total), qui étaient susceptibles de changer de main. Sur ces douze sièges, 10 sont des «sièges ouverts», c'est-à-dire des sièges où des Républicains avaient gagné en 2006 avec 3 % ou moins d'avance.
En mai 2007, l'éditorialiste conservateur Robert Novak a écrit qu'il pensait que quelques sièges, au moins, avaient été gagnés par les Démocrates en 2006 «uniquement à cause de la corruption du Parti républicain», et que ces sièges seraient «les plus susceptibles d'être regagné par les Républicains en 2008». Il a aussi déclaré que « le sentiment d'amertume envers la guerre en Irak pourrait conduire à une défaite en 2008 bien pire qu'en 2006. Les Républicains à Washington admettent généralement que la présence des troupes en Irak en novembre prochain peut mener à un désastre pour le parti. »
En octobre 2008, InTrade.com, le seul site Internet de paris à donner des côtes sur le contrôle de la Chambre, donnait à une majorité démocrate une probabilité de 90 %.
Après la défaite lors de l'élection partielle dans le 1er district du Mississippi, Ron Gunzburger écrivit que «les têtes pensantes du Parti républicain à Washington reconnaissent maintenant en privé qu'une victoire démocrate dans ce district préfigure vraisemblablement une élection future morose pour les élus républicains»."

## Résultats
| Parti  | Parti             | Membres avec droit de vote, | Membres avec droit de vote, | Membres avec droit de vote, | Membres avec droit de vote, | Membres sans droit de vote | Membres sans droit de vote | Membres sans droit de vote | Membres sans droit de vote |
| Parti  | Parti             | Votes                       | %                           | Sièges                      | +/–                         | Votes                      | %                          | Sièges                     | +/–                        |
| ------ | ----------------- | --------------------------- | --------------------------- | --------------------------- | --------------------------- | -------------------------- | -------------------------- | -------------------------- | -------------------------- |
|        | Parti démocrate   | 65 241 408                  | 53,18                       | 257                         | +21                         | 1 952 133                  | 94,34                      | 4                          | +1                         |
|        | Parti républicain | 52 184 380                  | 42,53                       | 178                         | –21                         | 1 919                      | 0,09                       | 0                          | –1                         |
|        | Parti libertarien | 1 083 027                   | 0,88                        | 0                           | 0                           | —                          | —                          | 0                          | 0                          |
|        | Indépendants      | 947 661                     | 0,77                        | 0                           | 0                           | 21 574                     | 1,04                       | 2                          | +1                         |
|        | Autres            | 3 503 365                   | 2,64                        | 0                           | 0                           | 93 680                     | 4,53                       | 0                          | 0                          |
| Totaux | Totaux            | 122 959 841                 | 100,00                      | 435                         | —                           | 2 069 306                  | 100,00                     | 6                          | +1                         |